# Premier siège de Callao
Guerre d'indépendance du Pérou
Batailles
m
Premiers soulèvements autonomes
- Insurrection de Tacna (1811)
- Rébellion de Huánuco (1812)
- Insurrection de Tacna (1813)
- Rébellion de Cuzco (1814)
- Bataille de la Apacheta (es)
- Bataille de Umachiri (es)

Campagne Libératrice du Sud (1820-1823)
- Débarquement de Paracas (es)
- Première campagne d'Arenales
- Bataille de Pasco (es)
- Capture de l’Esmeralda
- Discours d'Aznapuquio (es)
- Seconde campagne d'Arenales
- Combat de Quiapata (es)
- Campagne d'Intermedios de Miller
- Combat de Mirave (es)
- Premier siège de Callao
- Expédition auxiliaire de Santa Cruz à Quito
- Bataille d'Ica
- Combat de Paras (es)
- Campagne d'Intermedios d'Alvarado (es)
- Bataille de Torata (es)
- Bataille de Moquegua (es)
- Combat de Mito (es)

Campagne Libératrice du Nord (1823-1826)
- Motín de Balconcillo (es)
- Campagne d'Intermedios de Santa Cruz
- Bataille de Zepita (es)
- Combat d'Arequipa (es)
- Combat d'Alzuri (es)
- Soulèvement de Callao (es)
- Rébellion d'Olañeta (es)
- Bataille de Junín
- Combat de Bellavista (es)
- Bataille de Corpahuaico (es)
- Bataille d'Ayacucho
- Campagne de Sucre dans le Haut-Pérou
- Combat de Tumusla
- Second siège de Callao (es)

Le premier siège de Callao est mené par les indépendantistes péruviens dirigés par José de San Martin contre la garnison espagnole de Callao pendant la guerre d'indépendance du Pérou.
Il culmine avec la capitulation du gouverneur de la place, José de La Mar en septembre 1821.
Déclaration de San Martín à Las Heras pendant le siège :
« Están perdidos. El Callao es nuestro. No tienen víveres para quince días. Los auxiliares de la sierra se los van a comer. Dentro de 8 días tendrán que rendirse o ensartarse en nuestras bayonetas. »
— San Martín à Las Heras
        
« Ils sont perdus. El Callao est à nous. Ils n'ont pas de vivres pour quinze jours. Les troupes auxiliaires de la montagne vont se les faire. Dans 8 jours, ils devront se rendre ou s'empaler sur nos baïonnettes. »

## Bilan et conséquences
Les Espagnols perdent 400 hommes dans la bataille et capitulent.